# Pablo Barrios Rivas
Pablo Barrios Rivas (Madrid, España, 15 de junio de 2003) es un futbolista español que juega de centrocampista en el Atlético de Madrid de la Primera División de España.

## Trayectoria
Pablo se formó en el fútbol en Escuela deportiva Moratalaz (2008-2011) y pasó al  Real Madrid (2011-2017) antes de unirse al Atlético de Madrid en 2017, debutando con el filial colchonero el 27 de enero de 2022 al entrar como suplente en la segunda mitad de una victoria por 1-0 frente a la SAD Villaverde San Andrés en la Tercera Federación. Unos pocos meses atrás se oficializaba su renovación con el club hasta 2025.
Debutó con el primer equipo el 29 de octubre de 2022 al entrar como suplente en los últimos compases de una derrota por 3-2 frente al Cádiz C. F. en un partido de Liga. En el mes de enero, habiendo disputado ya ocho encuentros y marcado dos goles, y para el final de la temporada logró dar una asistencia en LaLiga y amplió su contrato hasta 2028 y pasó a ser miembro de la primera plantilla. Llegó como titular a la temporada 23-24, y en su debut en la Liga de Campeones de la UEFA logró marcar gol a la Lazio en el empate de 1-1 en Roma, 2023. Ese mismo partido sufrió una lesión la cual lo alejó de las canchas alrededor de un mes.

## Selección nacional
Fue internacional con España en categorías inferiores y en agosto de 2024 consiguió la medalla de oro en los Juegos Olímpicos de París 2024. El 18 de noviembre de ese mismo año hizo su debut con la selección española en un encuentro ante Suiza.

## Estadísticas

### Clubes
Actualizado al último partido disputado el 23 de junio de 2025.
| Club                            | Div.          | Temporada     | Liga  | Liga  | Liga   | Copas nacionales | Copas nacionales | Copas nacionales | Copas internacionales | Copas internacionales | Copas internacionales | Total | Total | Total  |
| Club                            | Div.          | Temporada     | Part. | Goles | Asist. | Part.            | Goles            | Asist.           | Part.                 | Goles                 | Asist.                | Part. | Goles | Asist. |
| ------------------------------- | ------------- | ------------- | ----- | ----- | ------ | ---------------- | ---------------- | ---------------- | --------------------- | --------------------- | --------------------- | ----- | ----- | ------ |
| Atlético de Madrid "B" · España | 3.ª F         | 2021-22       | 1     | 0     | 0      | —                | —                | —                | —                     | —                     | —                     | 1     | 0     | 0      |
| Atlético de Madrid "B" · España | 2.ª F         | 2022-23       | 12    | 1     | 0      | —                | —                | —                | —                     | —                     | —                     | 12    | 1     | 0      |
| Atlético de Madrid "B" · España | Total club    | Total club    | 13    | 1     | 0      | 0                | 0                | 0                | 0                     | 0                     | 0                     | 13    | 1     | 0      |
| Atlético de Madrid · España     | 1.ª           | 2022-23       | 21    | 0     | 1      | 4                | 2                | 0                | 1                     | 0                     | 0                     | 26    | 2     | 1      |
| Atlético de Madrid · España     | 1.ª           | 2023-24       | 24    | 0     | 1      | 4                | 0                | 0                | 7                     | 1                     | 1                     | 35    | 1     | 2      |
| Atlético de Madrid · España     | 1.ª           | 2024-25       | 31    | 1     | 4      | 4                | 0                | 0                | 9                     | 2                     | 0                     | 44    | 3     | 4      |
| Atlético de Madrid · España     | Total club    | Total club    | 76    | 1     | 6      | 12               | 2                | 0                | 17                    | 3                     | 1                     | 105   | 6     | 7      |
| Total carrera                   | Total carrera | Total carrera | 89    | 2     | 6      | 12               | 2                | 0                | 17                    | 3                     | 1                     | 118   | 7     | 7      |
| 1. 2.                           |               |               |       |       |        |                  |                  |                  |                       |                       |                       |       |       |        |

## Palmarés

### Títulos internacionales
| Título                    | Club (*)        | Sede  | Año  |
| ------------------------- | --------------- | ----- | ---- |
| Torneo Olímpico de Fútbol | España olímpica | París | 2024 |